# Prerrogativa
Una prerrogativa es un poder o privilegio exclusivo que posee un funcionario de un gobierno o estado como parte de su cargo. Según la legislación inglesa, es un derecho de un soberano que, en teoría, no tiene restricciones. Por ejemplo, el monarca británico posee prerrogativas reales que nunca se han enumerado por completo. En la práctica, suelen ser utilizadas por los ministros en nombre del monarca. En Estados Unidos, la Constitución está redactada de tal manera que permite las prerrogativas del ejecutivo. Los presidentes utilizan estos poderes para gestionar crisis o resolver conflictos. Aunque nada en la Constitución le otorgaba específicamente el poder de hacerlo, George Washington utilizó la prerrogativa ejecutiva para declarar la neutralidad en la disputa de 1790 entre Gran Bretaña y Francia. Thomas Jefferson la utilizó para realizar la Compra de Luisiana. Abraham Lincoln la utilizó muchas veces durante la guerra civil estadounidense.